# نيل آدامز
نيل آدامز (بالإنجليزية: Neal Adams)‏ مواليد 15 يونيو 1941 في مانهاتن، نيويورك، هو فنان قصص مصورة أمريكي. معروف بالمساعدة على رسم شخصيات مشهورة مثل سوبرمان، باتمان والسهم الأخضر، وشارك في ابتكار شخصية رأس الغول. أدخل في قاعة مشاهير جائزة إيسنر سنة 1998 وقاعة مشاهير جائزة هارفي سنة 1999.

## وصلات خارجية
- نيل آدامز على موقع IMDb (الإنجليزية)
- نيل آدامز على موقع الموسوعة البريطانية (الإنجليزية)
- نيل آدامز على موقع ميوزك برينز (الإنجليزية)
- نيل آدامز على موقع ديسكوغز (الإنجليزية)
- نيل آدامز على موقع قاعدة بيانات الفيلم (الإنجليزية)
- الموقع الرسمي